# Tito de Bostra

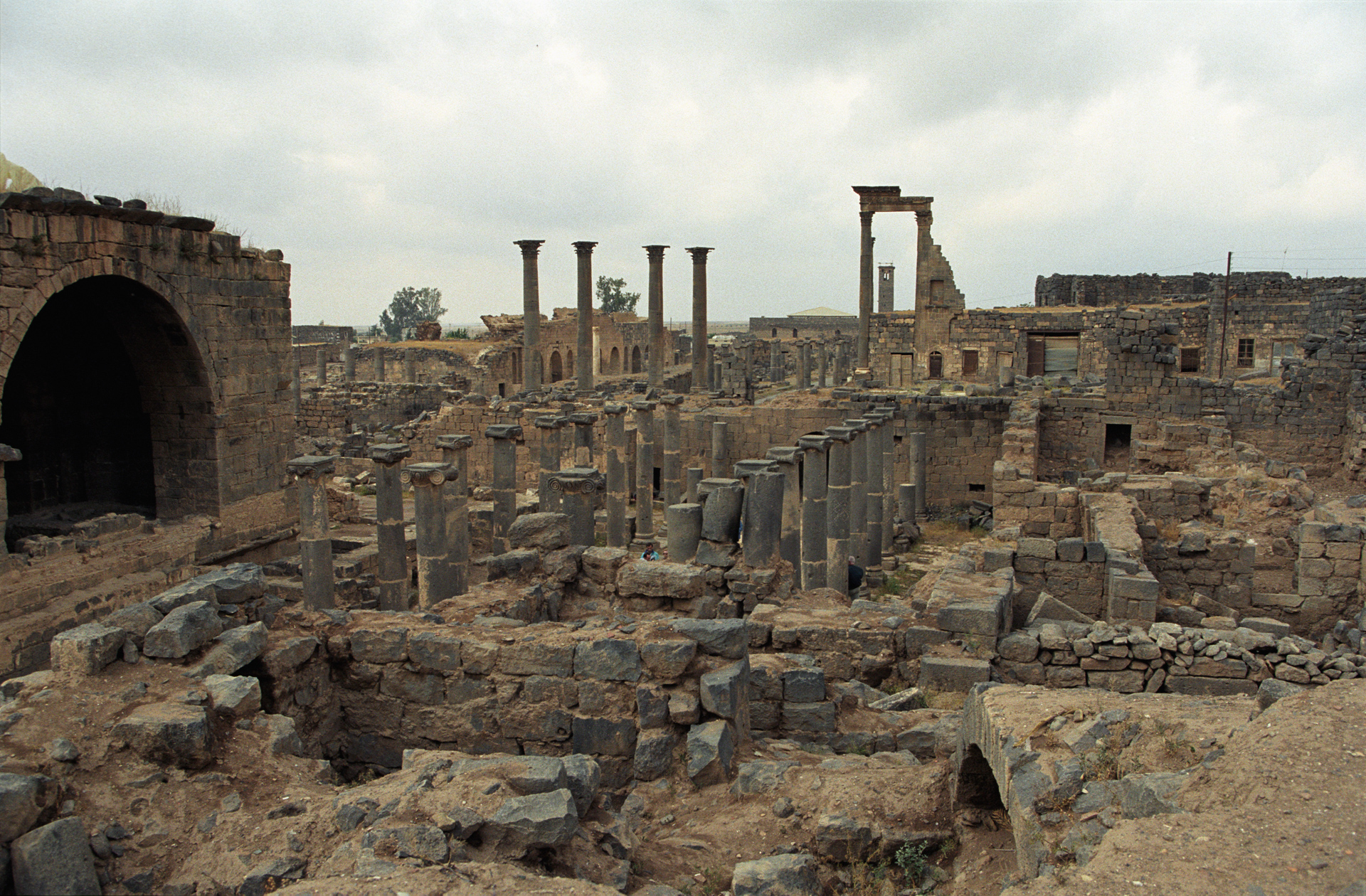
Ruínas de Bostra, onde Tito foi bispo

Tito de Bostra (Bostra, atualmente na Síria), morto em ca. 378 foi um teólogo católico e bispo. Sozomeno nomeou-o entre os grandes homens no tempo do imperador Constâncio II.

## Vida

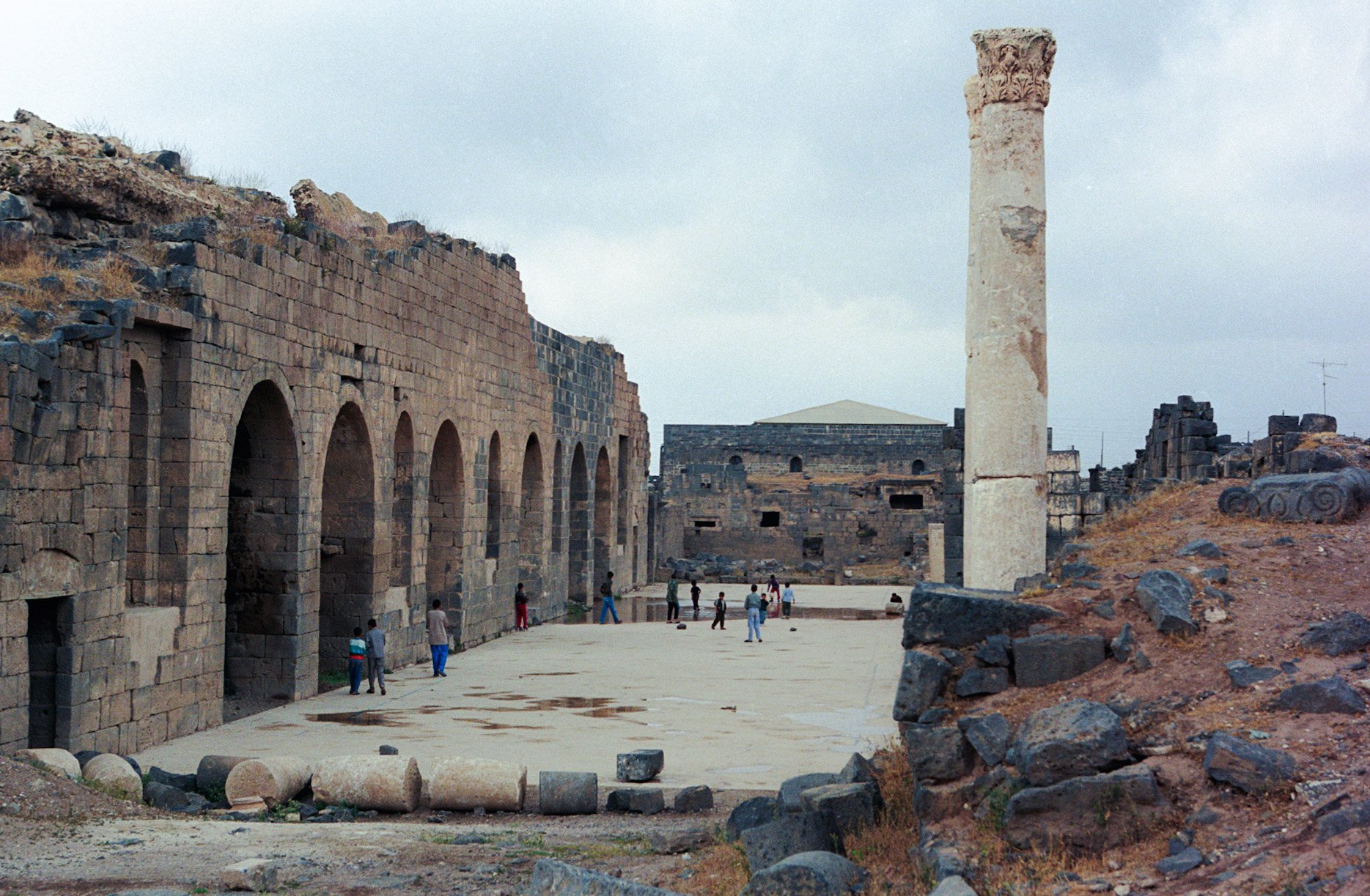
Ruínas de Bostra

Sozomeno também nos conta de um truque aplicado em Tito por Juliano, o Apóstata. Juliano escreveu para Tito, como bispo de Bostra, informando-o que ele o consideraria responsável, juntamente com os demais clérigos, por qualquer desordem após o restabelecimento do paganismo. Tito respondeu que embora os cristãos sejam em número igual ao dos pagãos, eles o obedeceriam e ficariam em paz. Juliano então escreveu aos bostrianos incitando-os a expulsar Tito, pois ele os teria caluniado, atribuindo a conduta pacífica do povo de Bostra não à sua boa disposição, mas à influência do bispo. Tito permaneceu como bispo na cidade até ca. 371.
De acordo com Sócrates Escolástico, Tito foi um dos bispos que assinaram a carta sínodal endereçada à Joviano pelo Concílio de Antioquia em 363, no qual o credo de Niceia foi aceito, embora com a cláusula "cuja intenção era enfraquecer um tanto e semi-arianizar a expressão homoousios".

## Obras
São Jerônimo colocou Tito entre os escritores cuja erudição secular é tão maravilhosa quanto seu conhecimento nas escrituras. Em sua obra De Viris Illustribus (cap. 102), ele fala de suas "vigorosas" (fortes) obras contra o Maniqueísmo e "outras coisas" (nonnulla alia) e afirma que ele morreu sob o reinado de Valente. Da nonnulla alia, apenas fragmentos de escritos exegéticos sobreviveram. Eles mostram que Tito seguia a exegese da Escola de Antioquia, mantendo-se no sentido literal ao invés de interpretações alegóricas. A obra Contra Manichæos é a mais importante deste tipo que chegou até nossos tempos, principalmente pelas numerosas citações de autores do Maniqueísmo. Em uma passagem, Tito parece favorecer o ponto de vista de Orígenes de que as aflições dos condenados não seriam eternas. A obra toda é composta de quatro livros, sendo que o quarto e grande parte do terceiro existem apenas numa tradução siríaca.
Os textos em grego e siríaco de Contra Manichæos foram publicados por Paul de Lagarde (Berlim, 1859). Edições anteriores do texto grego pecam por terem uma inserção de uma obra de Serapião por causa de um erro na colocação de uma folha no códice original.